# Paradise (Kansas)
Paradise is een plaats (city) in de Amerikaanse staat Kansas, en valt bestuurlijk gezien onder Russell County.

## Demografie
Bij de volkstelling in 2000 werd het aantal inwoners vastgesteld op 64.
In 2006 is het aantal inwoners door het United States Census Bureau geschat op 60, een daling van 4 (-6,3%).

## Geografie
Volgens het United States Census Bureau beslaat de plaats een oppervlakte van
0,7 km², geheel bestaande uit land. Paradise ligt op ongeveer 516 m boven zeeniveau.

## Plaatsen in de nabije omgeving
De onderstaande figuur toont nabijgelegen plaatsen in een straal van 28 km rond Paradise.